# Parafia Błogosławionej Karoliny Kózkówny Dziewicy i Męczennicy w Białobrzegach
Parafia Błogosławionej Karoliny Kózkówny Dziewicy i Męczennicy w Białobrzegach – parafia rzymskokatolicka należąca do dekanatu tarchomińskiego diecezji warszawsko-praskiej, metropolii warszawskiej Kościoła katolickiego, w gminie Nieporęt, powiecie Legionowo. Liczy 1040 parafian.

## Historia
Losy parafii są ściśle powiązane z losami Białobrzegów i ulokowanej tam jednostki wojskowej, która powstała jeszcze w czasach carskich w końcu XIX wieku a od 1921 służyła jednostkom łączności Wojska Polskiego. W 1917 w budynkach koszarowych więzieni byli żołnierze Józefa Piłsudskiego, oficerowie legionów, którzy odmówili złożenia przysięgi lojalnościowej wobec Niemiec i Austro-Węgier. Podczas II wojny światowej znajdował się w Białobrzegach niemiecki obóz dla jeńców, po którym został cmentarz – miejsce spoczynku ponad dziesięciu tysięcy różnej narodowości żołnierzy z wojsk radzieckich i kilku żołnierzy włoskich. W 1964 ukończono budowę Zalewu Zegrzyńskiego, dzięki czemu oddalona o ponad 1 km od nurtu Narwi miejscowość zyskała walory letniska.

### Rozwój parafii
Na początku lat 80. XX wieku, ówczesny proboszcz Nieporętu, ks. kanonik Czesław Bednarczyk zaczął wznosić w Białobrzegach dom katechetyczny. Budynek zaprojektował p. Jan Pałka z Warszawy. Kiedy nauka religii powróciła do szkół, budowę przerwano. W 1991 r. do pracy duszpasterskiej w jednostce wojskowej w Białobrzegach został skierowany ks. Krzysztof Krzesiński z parafii garnizonowej w Legionowie. Pierwsze msze święte odprawiano w klubie garnizonowym. W przebudowie sali katechetycznej na kościół pomagali mu zarówno miejscowi mieszkańcy jak i wojsko. W lipcu 1993 r. nastąpio porozumieniem biskupa warszawsko-praskiego z biskupem polowym,  budynek kościoła został poświęcony 18 listopada 1993 r. jako świątynia cywilno-wojskowa. W rok później Bp Kazimierz Romaniuk erygował w Białobrzegach parafię. Na prośbę proboszcza z Nieporętu ks. Zbigniewa Brzozowskiego otrzymała ona wezwanie bł. Karoliny Kózkówny. W czerwcu 1994 ks. Krzysztof Krzesiński został mianowany pierwszym proboszczem parafii Białobrzegi. Jednocześnie pełnił funkcję kapelana pomocniczego w jednostce wojskowej. 

## Obszar parafii

### Miejscowości
Dnia 28 VI 1994 wydzielono formalnie granice dla powstającej parafii. Objęły one wsie: Rynia, Białobrzegi-osiedle, Białobrzegi-wieś, Pilawa.

## Proboszczowie
- ks. Krzysztof Krzesiński (18 listopada 1994 – 9 czerwca 2007)
- ks. Stanisław Eugeniusz Lewandowski (9 czerwca 2007 – 2 czerwca 2010)
- ks. Dariusz Skwarski (6 czerwca 2010 – 23 sierpnia 2014)
- ks. Marek  Kruszewski (23 sierpnia 2014 – 18 lutego 2018)
- ks. Przemysław Macios (18 lutego 2018 – 25 lipca 2021)
- ks. Edward Kowara (od 25 lipca 2021)